# Смолево (Битолско)
Смолево (на македонска литературна норма: Смолево) е бивше село в Република Македония, на територията на община Битоля.

## География
Селото е било разположено южно от Битоля, в склоновете на Пелистер, между Лавци на северозапад и Буково на югоизток. Землището му е присъединено към това на Лавци.

## История
В XIX век Смолево е малко, изцяло българско село в Битолска кааза, Битолска нахия на Османската империя. Според статистиката на Васил Кънчов („Македония. Етнография и статистика“) от 1900 година Смолево има 5 жители, всички българи християни.
На Етнографската карта на Битолския вилает на Картографския институт в София от 1901 година Смолево е чисто българско село в Битолската каза на Битолския санджак с 3 къщи.
Цялото население на селото е гъркоманско, под върховенството на Цариградската патриаршия. По данни на секретаря на Българската екзархия Димитър Мишев („La Macédoine et sa Population Chrétienne“) в 1905 година в Смолево (Smolevo) има 24 българи екзархисти.
От селото е останала манастирската църква „Свети Атанасий“. На мястото на селото е направена писта за мотокрос.